# Carter Burwell
Carter Benedict Burwell (New York, 18 november 1955) is een Amerikaanse componist. Hij maakte de muziek voor alle films van Joel en Ethan Coen. Ook de muziek van alle films van Spike Jonze werd gecomponeerd door Burwell.
Burwell studeerde aan de King School in Stamford en aan Harvard College. Na zijn studieperiode werd hij componist. Zijn eerste film was Blood Simple (1984) van Joel en Ethan Coen. In het begin van zijn carrière werkte hij bijna alleen voor de broers Coen. Later ging hij ook voor andere cultregisseurs zoals Spike Jonze regisseren.
In 1999 trouwde hij met Christine Sciulli.
In 2000 werd Burwell genomineerd voor een BAFTA Award in de categorie Beste Filmmuziek voor de film O Brother, Where Art Thou? van opnieuw de broers Coen. De laatste jaren componeerde hij ook de muziek voor Before the Devil Knows You're Dead (2007) van regisseur Sidney Lumet en In Bruges (2008) van Martin McDonagh. Opvallend was ook zijn minimalistische soundtrack voor de veelvuldige Oscar-winnaar No Country for Old Men (2007). Ook heeft hij de muziek geschreven voor de film Twilight (2008), waarvoor hij op het filmfestival van Gent in 2009 de publieksprijs won. Ook was hij verantwoordelijk voor de muziek van laatste twee films uit de The Twilight Saga-reeks. In 2011 won hij een Emmy Award voor de originele muziek van de miniserie Mildred Pierce. In 2018 ontving hij zijn eerste Oscar-nominatie voor de film Three Billboards Outside Ebbing, Missouri in de categorie beste filmmuziek.

## Filmografie
| Jaar | Titel                                     | Opmerkingen |
| ---- | ----------------------------------------- | ----------- |
| 1984 | Blood Simple                              |             |
| 1986 | Psycho III                                |             |
| 1987 | Raising Arizona                           |             |
| 1988 | Pass the Ammo                             |             |
| 1988 | The Beat                                  |             |
| 1988 | It Takes Two                              |             |
| 1989 | Checking Out                              |             |
| 1990 | Miller's Crossing                         |             |
| 1991 | Doc Hollywood                             |             |
| 1991 | Barton Fink                               |             |
| 1991 | Scorchers                                 |             |
| 1992 | Buffy the Vampire Slayer                  |             |
| 1992 | Storyville                                |             |
| 1992 | Waterland                                 |             |
| 1993 | This Boy's Life                           |             |
| 1993 | Kalifornia                                |             |
| 1993 | A Dangerous Woman                         |             |
| 1993 | And the Band Played On                    |             |
| 1993 | Wayne's World 2                           |             |
| 1994 | The Hudsucker Proxy                       |             |
| 1994 | It Could Happen to You                    |             |
| 1994 | Airheads                                  |             |
| 1995 | Bad Company                               |             |
| 1995 | Rob Roy                                   |             |
| 1995 | A Goofy Movie                             |             |
| 1995 | Two Bits                                  |             |
| 1996 | Fargo                                     |             |
| 1996 | The Celluloid Closet                      |             |
| 1996 | Fear                                      |             |
| 1996 | Joe's Apartment                           |             |
| 1996 | The Chamber                               |             |
| 1997 | Picture Perfect                           |             |
| 1997 | Assassin(s)                               |             |
| 1997 | Conspiracy Theory                         |             |
| 1997 | The Locusts                               |             |
| 1997 | The Spanish Prisoner                      |             |
| 1997 | The Jackal                                |             |
| 1998 | The Big Lebowski                          |             |
| 1998 | Velvet Goldmine                           |             |
| 1998 | Gods and Monsters                         |             |
| 1998 | The Hi-Lo Country                         |             |
| 1999 | The Corruptor                             |             |
| 1999 | The General's Daughter                    |             |
| 1999 | Mystery, Alaska                           |             |
| 1999 | Three Kings                               |             |
| 1999 | Being John Malkovich                      |             |
| 2000 | What Planet Are You From?                 |             |
| 2000 | Hamlet                                    |             |
| 2000 | Book of Shadows: Blair Witch 2            |             |
| 2001 | Before Night Falls                        |             |
| 2001 | A Knight's Tale                           |             |
| 2001 | The Man Who Wasn't There                  |             |
| 2002 | The Rookie                                |             |
| 2002 | Searching for Paradise                    |             |
| 2002 | S1m0ne                                    |             |
| 2002 | Adaptation.                               |             |
| 2003 | Intolerable Cruelty                       |             |
| 2004 | The Ladykillers                           |             |
| 2004 | The Alamo                                 |             |
| 2004 | Kinsey                                    |             |
| 2006 | Fur                                       |             |
| 2007 | The Hoax                                  |             |
| 2007 | Before the Devil Knows You're Dead        |             |
| 2007 | No Country for Old Men                    |             |
| 2008 | In Bruges                                 |             |
| 2008 | Burn After Reading                        |             |
| 2008 | Twilight                                  |             |
| 2009 | A Serious Man                             |             |
| 2009 | Where the Wild Things Are                 |             |
| 2009 | The Blind Side                            |             |
| 2010 | Howl                                      |             |
| 2010 | The Kids Are All Right                    |             |
| 2010 | True Grit                                 |             |
| 2011 | The Twilight Saga: Breaking Dawn Part 1   |             |
| 2012 | Seven Psychopaths                         |             |
| 2012 | The Twilight Saga: Breaking Dawn Part 2   |             |
| 2013 | The Fifth Estate                          |             |
| 2015 | Mr. Holmes                                |             |
| 2015 | Carol                                     |             |
| 2015 | Anomalisa                                 |             |
| 2015 | Legend                                    |             |
| 2015 | The Family Fang                           |             |
| 2016 | The Finest Hours                          |             |
| 2016 | Hail, Caesar!                             |             |
| 2016 | The Founder                               |             |
| 2017 | Wonderstruck                              |             |
| 2017 | Three Billboards Outside Ebbing, Missouri |             |
| 2017 | Goodbye Christopher Robin                 |             |
| 2018 | The Ballad of Buster Scruggs              |             |
| 2019 | Missing Link                              |             |
| 2019 | The Good Liar                             |             |
| 2021 | The Tragedy of Macbeth                    |             |
| 2022 | The Banshees of Inisherin                 |             |
| 2022 | Catherine Called Birdy                    |             |
| 2023 | To Catch a Killer                         |             |
| 2025 | Honey Don't!                              |             |

## Overige producties

### Televisieseries
| Jaar | Titel            | Opmerkingen |
| ---- | ---------------- | ----------- |
| 2011 | Mildred Pierce   | miniserie   |
| 2014 | Olive Kitteridge | miniserie   |
| 2019 | The Morning Show | 2019-2021   |
| 2020 | Space Force      |             |

### Additionele muziek
| Jaar | Titel                      | Opmerkingen         |
| ---- | -------------------------- | ------------------- |
| 1998 | Mercury Rising             | voor John Barry     |
| 2000 | O Brother, Where Art Thou? | voor T Bone Burnett |

## Prijzen en nominaties

### Academy Awards
| Jaar | Titel                                     | Categorie        | Uitslag     |
| ---- | ----------------------------------------- | ---------------- | ----------- |
| 2016 | Carol                                     | Beste filmmuziek | Genomineerd |
| 2018 | Three Billboards Outside Ebbing, Missouri | Beste filmmuziek | Genomineerd |
| 2023 | The Banshees of Inisherin                 | Beste filmmuziek | Genomineerd |

### BAFTA Awards
| Jaar | Titel                      | Categorie        | Uitslag     |
| ---- | -------------------------- | ---------------- | ----------- |
| 2001 | O Brother, Where Art Thou? | Beste filmmuziek | Genomineerd |
| 2023 | The Banshees of Inisherin  | Beste filmmuziek | Genomineerd |

### Emmy Awards
| Jaar | Titel          | Categorie                                                                                        | Uitslag     |
| ---- | -------------- | ------------------------------------------------------------------------------------------------ | ----------- |
| 2011 | Mildred Pierce | Beste compositie voor miniserie film of special (originele dramatische muziek), afl. "Part Five" | Gewonnen    |
| 2011 | Mildred Pierce | Beste titelmuziek                                                                                | Genomineerd |

### Golden Globe Awards
| Jaar | Titel                                     | Categorie        | Uitslag     |
| ---- | ----------------------------------------- | ---------------- | ----------- |
| 2010 | Where the Wild Things Are                 | Beste filmmuziek | Genomineerd |
| 2016 | Carol                                     | Beste filmmuziek | Genomineerd |
| 2018 | Three Billboards Outside Ebbing, Missouri | Beste filmmuziek | Genomineerd |
| 2023 | The Banshees of Inisherin                 | Beste filmmuziek | Genomineerd |

## Hitlijsten

### Albums
| Album met hitnotering(en) in de Vlaamse Ultratop 200 albums | Datum van verschijnen | Datum van binnenkomst | Hoogste positie | Aantal weken | Opmerkingen |
| ----------------------------------------------------------- | --------------------- | --------------------- | --------------- | ------------ | ----------- |
| Carol                                                       | 2015                  | 23-01-2016            | 157             | 2            | soundtrack  |